# 瑟尔登 (巴登-符腾堡州)
瑟尔登（德語：Sölden，發音：[ˈzœldn̩] ⓘ）是德国巴登-符腾堡州弗赖堡行政区布赖斯高-上黑林山县的市镇，面积3.8平方千米，2023年12月31日人口为1,283人。